# وجيه الحفار
وجيه الحفّار (1912-1969)، صحفي سوري من دمشق كان رئيس تحرير جريدة الإنشاء من عام 1936 وحتى 1963.

## البداية
ولد وجيه الحفّار في دمشق وتلقى علومه في المدرسة العازارية بمنطقة باب توما ثم في الجامعة اليسوعية في بيروت، حيث نال شهادة بالحقوق. بدأ حياته الصحفية محرراً في جريدة القبس وكاتباً في جريدة الأيام. انضم إلى تنظيم الكتلة الوطنية المناهض للاستعمار الفرنسي، عن طريق ابن عمه لطفي الحفّار أحد زعماء الحركة الوطنية في سورية. وبالتعاون معه أسس جريدة الإنشاء سنة 1936، لتكون الناظق الرسمي بلسان الكتلة الوطنية.
عمل الحفّار مع ابن عمه على تحرير جريدة الإنشاء حتى تولي لطفي الحفّار رئاسة الحكومة السورية سنة 1939، حيث انفصل عن العمل الصحفي وأصبح وجيه الحفّار المسؤول الوحيد عن الجريدة. على يده حققت جريدة الإنشاء نجاحاً مادياً وصحفياً وصارت من أكثر الصحف مبيعاً ورواجاً في دمشق. أيدت وصول شكري القوتلي إلى رئاسة الجمهورية سنة 1943 وعارضت الإنقلاب العسكري الذي أطاح به وبحكمه سنة 1949. فقام مهندس الانقلاب حسني الزعيم بزج وجيه الحفّار في السجن وأمر بإغلاق جريدته. خرج الحفّار من المعتقل بعد الإطاحة بحكم حسني الزعيم وعاد إلى عمله الصحفي، حيث أسس شركة مساهمة مع زملائه لطباعة ونشر مجموعة من الصحف اليومية وهي الأيام والشام والقبس وألف باء والإنشاء. انتُخب وجيه الحفّار خازناً لهذه الشركة ولكن عملها لم يستمر طويلاً بسبب حلّها في تشرين الثاني 1954. وخلال حكم العقيد أديب الشيشكلي (1951-1954)، تم دمج جريدة الإنشاء مع زميلتها الأيام، وصدرت باسم جديد هو «اليوم،» كان الحفّار فيها مديراً للتحرير.
أغلقت جريدة الإنشاء مجدداً في عهد الوحدة مع مصر ولكنها عادت إلى الصدور بعد انقلاب الانفصال يوم 28 أيلول 1961 ليتم إغلاقها بشكل نهائي بعد وصول حزب البعث إلى الحكم يوم 8 أذار 1963. أُغلقت مكاتب الإنشاء وصدر قرار عزل مدني بحق وجيه الحفّار بتهمة دعم «جريمة الانفصال،» موقع من قبل مجلس قيادة الثورة فسافر إلى السعودية واعتزل العمل الصحفي من يومها وحتى وفاته سنة 1969.

## مؤلفاته
وضع وجيه الحفّار كتاباً عن المملكة البريطانية وآخر بعنوان «الدستور والحكم» صدر في دمشق سنة 1948.